# Howard Lang
Pour les articles homonymes, voir Lang.
Howard Lang, né à Londres le 20 mars 1911 et mort dans cette ville le 12 décembre 1989, est un acteur anglais connu pour avoir tenu le rôle du capitaine William Baines dans le drame de la mer de la BBC La Grande Aventure de James Onedin. Il a servi pendant sept ans dans la Royal Navy pendant la Seconde Guerre mondiale.

## Filmographie partielle

### Au cinéma
- 1946 : Les Grandes Espérances (Great Expectations) : l'homme assis à côté de Pip au procès de Magwitch (non crédité)
- 1950 : Le Moineau de la Tamise : le valet de pied (non crédité)
- 1951 : Capitaine Hornblower : officier à bord du Cassandra (non crédité)
- 1952 : The Floating Dutchman : geôlier (non crédité)
- 1953 : The Missing Man : inspecteur Haslett (non crédité)
- 1953 : Counterspy : policier
- 1954 : The Blazing Caravan : publicain (non crédité)
- 1954 : The House Across the Lake : inspecteur Edgar (non crédité)
- 1954 : La Revanche de Robin des Bois (The Men of Sherwood Forest) : tambour de ville
- 1954 : Devil's Point : Marne, dirigeant d'entreprise
- 1955 : The Mysterious Bullet : Davy Charlesworth
- 1955 : Stolen Time : détective de Scotland Yard
- 1956 : Keep It Clean : sergent de police
- 1956 : Eyewitness : commissionnaire au cinéma (non crédité)
- 1956 : Destination Death : sergent de police (non crédité)
- 1956 : La Bataille du Rio de la Plata : Guns - HMS Exeter (non crédité)
- 1956 : The Hideout : Greeko (non crédité)
- 1957 : The Crooked Sky : commissaire
- 1957 : The Big Chance : l'homme de Saw Mill
- 1957 : The Birthday Present : l'officier du bloc cellulaire (non crédité)
- 1958 : Atlantique, latitude 41° (A Night to Remember) : chef Henry Wilde sur le Titanic (non crédité)
- 1958 : Corridors of Blood : inspecteur en chef
- 1959 : Date at Midnight : inspecteur
- 1959 : Béhémot, le monstre des mers (Behemoth the Sea Monster) : commandant de marine (non crédité)
- 1959 : Innocent Meeting : Macey
- 1959 : Man Accused (non crédité)
- 1959 : Ben-Hur : Hortator (non crédité)
- 1960 : Feet of Clay : gardien de prison
- 1960 : Night Train for Inverness : sergent
- 1960 : Jackpot : George
- 1960 : Les Procès d'Oscar Wilde (The Trials of Oscar Wilde) : Cour Usher
- 1961 : Gorgo : le premier colonel
- 1961 : The Curse of the Werewolf : agriculteur en colère (non crédité)
- 1963 : The Runaway : Norring
- 1963 : La Maison du diable (The Haunting) : Hugh Crain (non crédité)
- 1964 : Tout ou rien (Nothing But the Best) : Jutson
- 1965 : He Who Rides a Tiger de Charles Crichton : le gouverneur de la prison
- 1966 : A Woman's Temptation (non crédité)
- 1967 : Frankenstein Created Woman : garde (non crédité)
- 1970 : Perfect Friday : le commissionnaire de banque
- 1971 : L'Étrangleur de la place Rillington (L'Étrangleur de Rillington Place) de  	Richard Fleischer : homme au pub (non crédité)
- 1971 : Macbeth (The Tragedy of Macbeth) de Roman Polanski : soldat âgé (non crédité)

### À la télévision
- 1971 : La Grande Aventure de James Onedin (The Onedin Line) de Cyril Abraham : William Baines